# Joseph Gérard (médecin)
Pour les articles homonymes, voir Joseph Gérard.
Joseph Gérard, né le 17 mars 1834 à Pont-à-Mousson et mort le 18 janvier 1898 à Paris, est un militaire puis médecin français.

## Biographie
Né à Pont-à-Mousson, où son père est gendarme, Joseph-François Gérard passe une partie de son enfance à Flavigny-sur-Moselle avant d'être placé comme apprenti, d'abord auprès d'un oncle charpentier puis auprès d'un mécanicien. Il invente alors une machine à battre le blé. Il retourne ensuite brièvement auprès de sa famille, désormais fixée à Bernécourt.
Le 17 mars 1851, Joseph Gérard s'engage dans l'armée au sein du 6e régiment de cuirassiers, alors en garnison à Lunéville. Le 1er avril 1852, il est admis à l'École de cavalerie de Saumur. Il en sort deux ans plus tard et réintègre son régiment en tant que sous-officier instructeur. Il fait la campagne de Crimée. Le 14 novembre 1854, il est inscrit à l'escadron des cent-gardes grâce à sa haute taille. L'année suivante, sa conduite à la bataille de Solférino lui vaut la médaille militaire, qu'il reçoit définitivement le 29 décembre 1860.
Sa carrière militaire est cependant compromise par ses activités annexes de guérisseur-magnétiseur, qui entraîneront une condamnation pour exercice illégal de la médecine. Renvoyé des cent-gardes et muté au 4e régiment de cuirassiers, il quitte l'armée le 2 août 1862. Le 14 novembre 1863, il épouse à Paris une couturière native de Rodez, Marie-Thérèse Vinches (1838-18..). Les jeunes mariés sont déjà parents d'une petite fille, Émilie-Marie (1862-1935), qui épousera le peintre Louis Méaux. À la fin des années 1860, le « cent-garde Gérard », établi au no 34 de la rue de Penthièvre, rencontre un succès certain.
Lieutenant dans la Garde nationale parisienne depuis 1867, Joseph Gérard prend part à la Guerre franco-allemande de 1870 au sein du 1er bataillon des éclaireurs ou francs-tireurs (corps francs Lafont-Mocquard). Blessé à La Chapelle lors de la bataille de Sedan, il est soigné à Bouillon (Belgique), où Napoléon III le nomme chevalier de la Légion d'honneur le 3 septembre 1870. Or, l'empereur, prisonnier des Allemands, n'a plus l'autorité pour une telle nomination car la régence a été confiée à l'impératrice Eugénie depuis le début des hostilités. Gérard ne pourra donc légalement arborer l'insigne de la Légion d'honneur.
Devenu ouvrier en meubles après la guerre, Gérard reprend ses études et accède au titre d'officier de santé le 30 janvier 1874. L'année suivante, il obtient un doctorat en médecine décerné par l'Université américaine de Livingstone. Cependant, cet établissement n'est qu'une usine à diplômes dirigée par John Buchanan, un médecin philadelphien qui sera condamné pour ce trafic. Gérard s'établit alors comme médecin, à Bois-Colombes et à Paris, rue d'Amsterdam. Spécialisé dans la gynécologie et le traitement des maladies nerveuses, mais également intéressé par l'hypnose, il publie plusieurs ouvrages de vulgarisation dans ces différents domaines.
Son faux diplôme américain n'ayant aucune valeur en France, Gérard décide une nouvelle fois de reprendre ses études. Bachelier ès-lettres en 1883 et ès-sciences en 1884, il se présente au doctorat l'année suivante. Le 28 juillet 1885, sa thèse est rejetée car elle porte sur la fécondation artificielle, ce procédé risquant d'être pratiqué par des médecins peu scrupuleux. Outre ce rejet, le jury, présidé par Charles Pajot, décide que les exemplaires de la thèse devront être brûlées. L'affaire vaut à Gérard une certaine notoriété. Il obtient finalement son doctorat le 31 octobre de la même année, après avoir soutenu une thèse sur le sujet, nettement moins polémique, des varices.
En 1887, le docteur Gérard ferme son cabinet de Bois-Colombes pour se consacrer exclusivement à son cabinet parisien. La même année, il commence à proposer des consultations à distance au moyen de la « téléphonie médicale ». En 1888 puis en 1889, il publie chez Marpon et Flammarion Nouvelles causes de stérilité dans les deux sexes et La Grande névrose, deux ouvrages illustrés par José Roy. 
Le 18 janvier 1898, le docteur Gérard meurt d'une maladie cardiaque à son domicile du no 14 de la rue d'Amsterdam.